# Вилемстад
Вилемстад (хол. Willemstad) је главни град карипског острва Курасао, једне од самоуправних територија Краљевине Холандије. До 2010. био је главни град територије Холандски Антили. У граду по процени живи око 140.000 становника. Налази се на југозападној обали острва у природној луци. Два наспрамна дела града, Отрабанда и Пунда, од 1886. спаја Мост краљице Еме.
Вилемстад су 1634. основали Холанђани. Прво је насељавана област De Punt (данас: Пунда), где је 1635. саграђена тврђава Амстердам. Четврт Отрабанда је основана 1707. Центар Вилемстада је 1997. стављен на УНЕСКО-ву листу светске баштине. Од 1920-их, у граду се налази једна од највећих рафинерија нафте на свету. У њој се прерађује нафта из Венецуеле. 